# Talgat Moussabaïev
Talgat Amangeldyouly Moussabaïev (en kazakh cyrillique : Талғат Аманкелдіұлы Мусабаев ; en russe : Талгат Амангельдиевич Мусабаев), né le 7 janvier 1951 à Kargaly (en) en RSS kazakhe (Union soviétique) et mort le 4 août 2025, est un cosmonaute kazakh. Il est directeur de l'agence spatiale kazakhe KazCosmos.

## Biographie

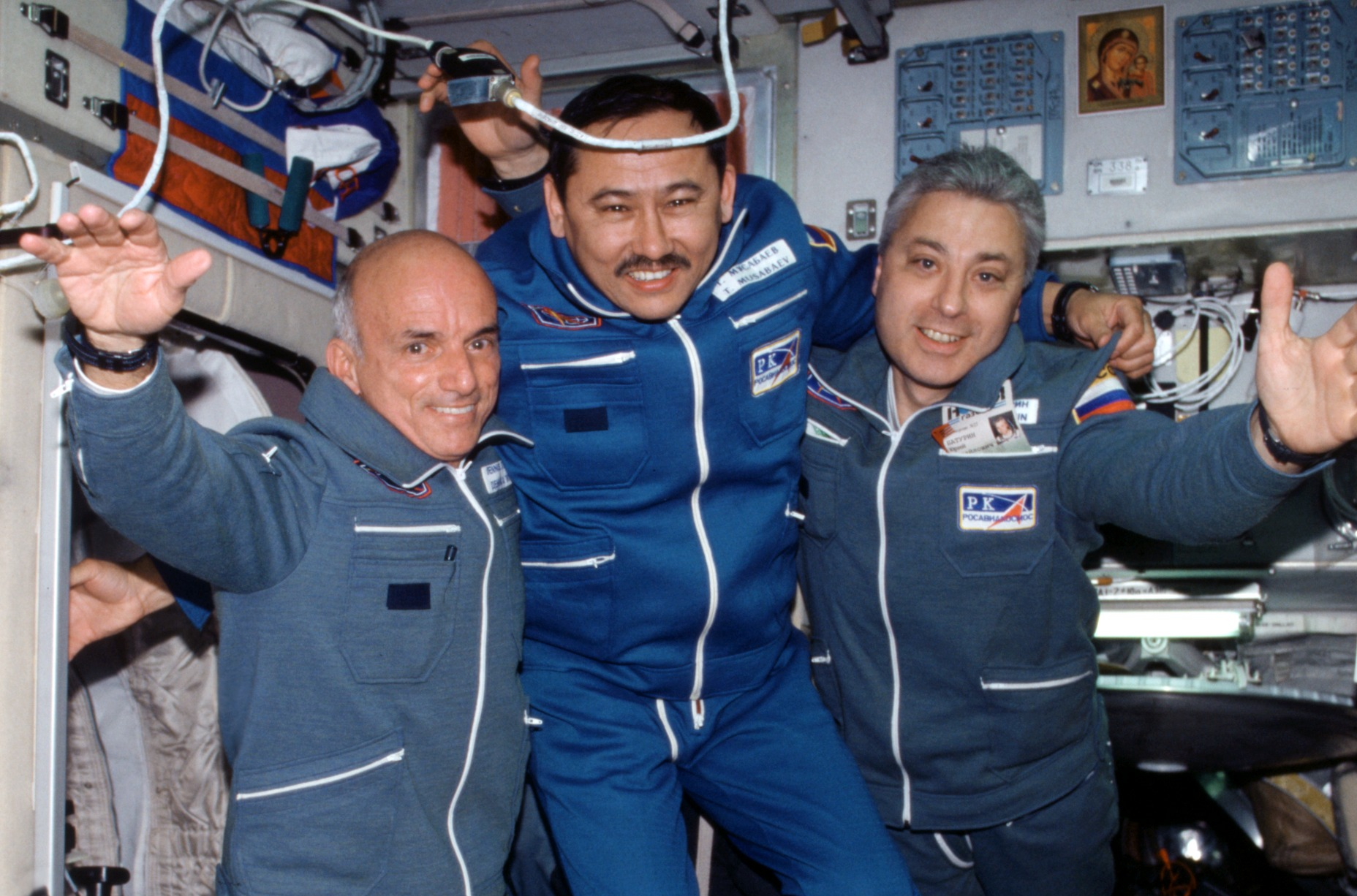
De gauche à droite : Dennis Tito, Talgat Moussabaïev et Iouri Batourine en 2001.

Talgat Moussabaïev est diplômé de l'Institut des ingénieurs de l'aviation civile (en) de Riga en 1974. Puis, en 1983, il est diplômé de l'École supérieure d'aviation militaire de Akhtubinsk, avec un diplôme d'ingénieur. Talgat Moussabaïev a volé sur trois vols spatiaux. Ses deux premiers vols spatiaux furent des séjours de longue durée à bord de la station spatiale russe Mir. Son troisième vol spatial était une mission de visite de courte durée à la Station spatiale internationale, qui a également porté le premier touriste  spatial Dennis Tito. Talgat Moussabaïev a pris sa retraite en tant que cosmonaute en novembre 2003. Talgat Moussabaïev est membre du Sénat du Kazakhstan et participe à la vie publique, il a promu des initiatives visant à renforcer le potentiel scientifique du Kazakhstan. 
Talgat Moussabaïev meurt à l'âge de 74 ans le 4 août 2025.

## Vols réalisés

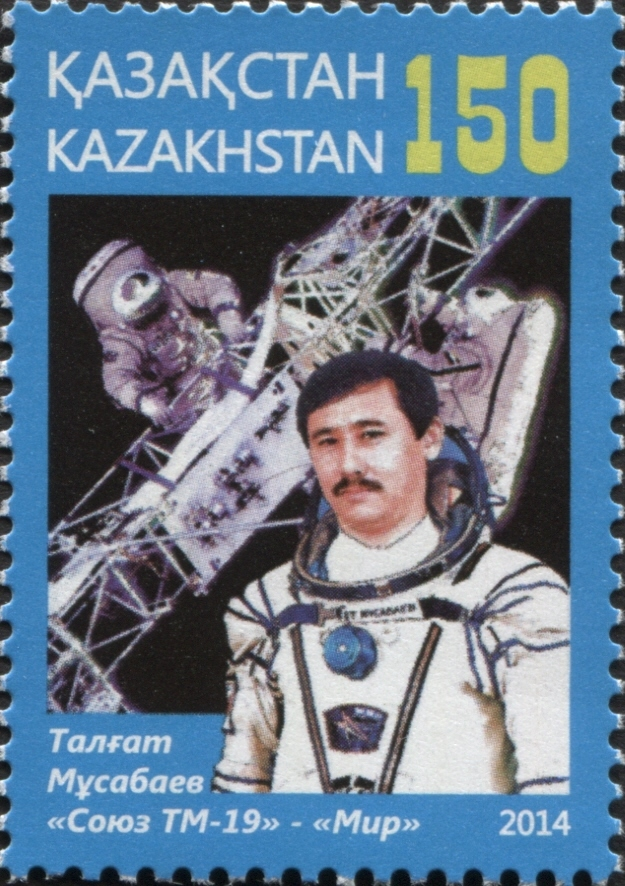
Talgat Moussabaïev sur un timbre du Kazakhstan de 2015.

- Ingénieur de vol Soyouz TM-19 4 novembre 1994 - 125 j 22 h 53 min
- Commandant Soyouz TM-27 25 août 1998 - 207 j 12 h 49 min
- Commandant Soyouz TM-32 6 mai 2001 - 7 j 22 h 4 min